# Bajor tisztasági törvény
A bajor tisztasági törvény (Reinheitsgebot) IV. Vilmos bajor herceg által 1516-ban kiadott rendelet arról, hogy a sör csak három összetevőből állhat, nevezetesen vízből, árpamalátából és komlóból. (Megjegyzés: manapság egy negyedik sörösszetevőt is szoktak említeni, ami az eredeti törvényben nem szerepelt, bár jelen volt akkor is. Ez az összetevő az élesztő, melyet Louis Pasteur a 19. sz. végén izolált.)

## A törvény valódi célja
A német tisztasági törvénynek azonban nem a sör minőségének javítása volt az elsődleges célja. Bár abban az időben egyes sörkészítők sokféle, sokszor mérgező adalékkal is próbálták javítani főzeteiket, több-kevesebb sikerrel, és a törvény ezeknek is gátat szabott, a legfontosabb célja azonban az volt, hogy megtiltsa a búza felhasználását a sörkészítéshez. Ennek az volt az oka, hogy a németek egyre jobban kedvelték és keresték a korábbi testes barna sörök helyett a könnyebb világosabb söröket, melyeket elsősorban rozsból, de leginkább búzából készítettek, a kenyérgabona ára pedig emiatt oly mértékben megemelkedett, és kezdett eltűnni a piacokról, hogy az már-már éhínséggel és elégedetlenséggel fenyegetett. A törvény hatására normalizálódott a helyzet, a búza és természetesen a sör ára is visszaszorult egy normális szintre.
A törvénynek azonban volt egy kiskapuja kifejezetten az uralkodó család számára. Ugyanis az utolsó záradék kimondta, hogy búzából kizárólag a hercegi család tulajdonában álló sörfőzde készíthet sört. Így IV. Vilmos elintézte, hogy jó sokáig a hercegi család monopóliuma legyen a legkedveltebb és legkeresettebb bajor sör készítésének a joga.

## Hatálya
A törvényt 1871-ben egész Németországra kiterjesztették, és egészen 1987-ig érvényben is volt. Ekkor a mai Európai Unió elődje, az Európai Gazdasági Közösség hatályon kívül helyezte, hogy Németország a szabad kereskedelem szellemében piacait megnyitva teret adhasson az import söröknek.
A törvény hatályon kívül helyezése ellenére számos sörgyár ma is önmagára nézve kötelezően betartja a rendelkezéseit. Igaz, ezt ma már egyre lazábban veszik. Ahogy fentebb olvasható, az eredeti törvény kifejezetten a kenyérbúza védelmében született, de manapság nagyon sok sörgyár főz búzasört. Ugyancsak lazítottak a szabályokon, amikor a mai kor divatjainak engedve egyre több német és azon belül bajor sörgyár készít ízesített, elsősorban citromos söröket.